# Rat u Gazi (2008. – 2009.)
Rat u Gazi, znan i kao "Sukob Izrael-Gaza 2008. – 2009." i "Bombardiranje Gaze", odnosi se na sukob Izraela i Hamasa u Gazi koji je izbio 27. prosinca 2008. i potrajao, neovisno o blagdanima, preko Nove godine 2009. nakon što je izraelska vojska (IDF) odgovorila na kontinuirano lansiranje kasam raketa na južni dio njenog teritorija s Gaze. IDF je vojnu operaciju nazvao "Operacija lijevano olovo" (hebrejski מבצע עופרת יצוקה, Mivtza Oferet Yetzukah) koja je krenula bombardiranjem Gaze u subotu 27. prosinca u 11:30 sati po lokalnom vremenu nakon skupljanja strateških podataka preko šest mjeseci. IDF-ovo bombardiranje se usmjerilo na razne visokoprofilirane vojne i sigurnosne mete za koje se sumnja da su povezane s Hamasom.
Šestomjesečno primirje između Hamasa i Izraela završilo je 19. prosinca i nije ga bio objavio Hamas koji je ponovo počeo lansirati rakete na južni dio hebrejske države, što je prema Hamasu odgovor na izraelsku opetovanu blokadu koju nije ukinuo iako je to bila obveza prema dogovoru o primirju. Rat je završio nakon 22 dana kada je Izrael proglasio jednostrani prekid vatre, nakon čega ga je proglasio i Hamas. 
Iako je svijet naviknut na nestabilnu situaciju na Bliskom istoku, mnogi su ostali zapanjeni činjenicom što je sukob pokrenut samo dan nakon božićnih praznika te nije stao ni na Novu godinu. Židovi i muslimani ne slave Božić, ali se područje Izraela smatra Svetom zemljom među kršćanima koji su u tom razdoblju osjetljivi na sukobe. Vijeće sigurnosti UN-a, kojim je tada predsjedala Hrvatska, pozvalo je na trenutan prekid vatre na obje strane. Budimir Lončar, savjetnik predsjednika Stipe Mesića za vanjsku politiku, koji se za vrijeme ove izvanredne sjednice našao u New Yorku i koji je budno pratio što se događa na East Riveru nakon još jedne eskalacije krize na Bliskom istoku, izjavio je da je Jugoslavija, koja je triput bila u Vijeću sigurnosti, nije doživjela da rat izbije u trenucima božićnih ili drugih blagdana, kad i diplomati odlaze na zasluženi odmor.

## Povod
Od 2001. do 2008., palestinski militanti lansirali su oko 8.000 raketa na jug Izraela. 19. lipnja 2008. Izrael i Hamas potpisali su 6-mjesečni sporazum o primirju. Ipak, situacija je na obje strane bila zategnuta: Hamas je upozorio da je blokada Gaze prekršaj sporazuma, dok je Izrael opominjao da se usprkos primirju mjesečno i po nekoliko kasam raketa ispaljuje s Pojasa Gaze na teritorij hebrejske države. 4. studenog IDF trupe su ubile šest militanata Hamasa zbog tunela koji je navodno izgrađen kako bi se oteli izraelski vojnici. Hamas je taj čin nazvao "ozbiljnim prekršajem primirja". Human Rights Watch je 20. studenog 2008. poslao pismu Ehudu Olmertu u kojem izražava zabrinutost zbog blokade Pojasa Gaze, područja na kojem živi 1.5 milijuna ljudi na samo 360 km2: u njemu se spominje kako je Izrael na tjedan dana prekinuo raspodjelu hrane UN-a za 750.000 Palestinaca; kako je dopušteno da samo 8 kamiona hrane uđe u Gazu iako je potrebno 15 kako bi se održale potrebe teritorija; kako nema struje i do 16 sati dnevno; kako 20 % stanovništva ima pristup pitkoj vodi samo 6 sati i to pet dana tjedno; kako još samo 23 od prvotnih 3.900 gospodarskih grana radi; kako je 70 % stanovništva u dubokom siromaštvu.
Iako je Izrael objavio da je za produljenje primirja, Hamas je to odbio 20. prosinca, naglasivši da je blokada Gaze nepodnošljiva te da se stoga izraelska strana nije držala svoje nagodbe, tako da je nastavljeno raketiranje Negeva. 24. prosinca 60 kasam raketa ispaljeno je na Negev, što je prelilo čašu strpljenja s izraelske strane koja je dala IDF-u zeleno svjetlo za vojnu operaciju. Međutim, nisu sve rakete prešle granicu: 26. prosinca jedna raketa ispaljena iz Gaze je pala na jednu kuću u samoj Gazi te ubila dvoje djece. Iako je Izrael 26. prosinca otvorio pet graničnih prijelaza s Gazom za humanitarnu pomoć, te dao gorivo za električnu stanicu u Gazi i 100 kamiona sa žitaricama, Hamas je nastavio s ispaljivanjem raketa.

## Tijek

### 27. prosinca 2008.
| Navodni Hamasovi logori za obuku iz kojih su izbacivane rakete prema snimkama IDF-a (lijevo) bili su glavni razlog izraelske vlade za pokretanje vojnih djelovanja. Ruševine u Džabaliji nakon jednog takvog bombardiranja (desno) |  | Navodni Hamasovi logori za obuku iz kojih su izbacivane rakete prema snimkama IDF-a (lijevo) bili su glavni razlog izraelske vlade za pokretanje vojnih djelovanja. Ruševine u Džabaliji nakon jednog takvog bombardiranja (desno) |
| Navodni Hamasovi logori za obuku iz kojih su izbacivane rakete prema snimkama IDF-a (lijevo) bili su glavni razlog izraelske vlade za pokretanje vojnih djelovanja. Ruševine u Džabaliji nakon jednog takvog bombardiranja (desno) |  | |

Zračni napadi IDF-a počeli su 27. prosinca u 11:30 sati po mjesnom vremenu. Prema izvještajima, oko 60 borbenih zrakoplova i helikoptera sudjelovalo je u vojnoj operaciji, te izbacilo oko 100 tona bombi na Gazu. Napadi su bili prvenstveno na skladišta oružja, logore za treniranje i obuku gradnji raketa. U jednom danu poginulo je između 225 i 292 Palestinaca te ranjeno više od 1.000. Hamas je na to odgovorio lansiranjem kasam raketa na jug Izraela. Neočekivano bombardiranje Gaze stanovnike je dočekalo nespremne te je ocijenjeno kao najkobniji dan za Gazu nakon Šestodnevnog rata.
Zbog zračnih napada, stotine Palestinaca je probilo graničnu ogradu s Egiptom, što je uzrokovalo da je preko 300 egipatskih sigurnosnih službenika pucalo na izbjeglice kako bi ih vratilo natrag u Gazu. Izraelski premijer Ehud Olmert pozvao je izraelsku javnost na spremnost za dugu bitku i upornost.

### 28. prosinac 2008.
IDF je nastavio sa zračnim napadima i drugi dan sukoba. Prema izvještajima, uništeno je 40 podzemnih tunela za krijumčarenje oružja iz Egipta u Gazu. Napadi u nedjelju usmjerili su se i na televizijsku postaju al-Aksa TV te uništili zgradu za odašiljanje. Međutim, emitiranje je nastavljeno iz nepoznate lokacije.
Istodobno, izraelska je vojska počela gomilati kopnene trupe uz granicu s Gazom. Pozvano je oko 6.500 pričuvnika za mogući kopneni napad. Vođa Hamasa u egzilu Haled Mešal pozvao je Palestince na novu intifadu.

### 29. prosinca 2008.
Pri bombardiranju islamskog sveučilišta u Gazi su vjerojatno poginuli Ziad Abu-Tir, član Islamskog džihada i 14 ostalih osoba, dok je Hamas izbacio 60 kasam raketa na teritorij Izraela u jutarnjim satima, pri čemu je jedna osoba poginula na gradilištu u Aškelonu, dok je jedna raketa pala na praznu kuću u Sderotu. Nekoliko je osoba pretrpilo stanje šoka. IDF je opravdao bombardiranje sveučilišta time da se radionica za bombe nalazila u njenom sklopu.
Tzipi Livni, izraleska ministrica vanjskih poslova, izjavila je da Izrael gađa samo Hamas koji snosi odgovornost za smrt civila jer se skriva među običnim stanovništvom. Dodala je da Izrael ne planira ponovno okupirati Gazu. Broj mrtvih popeo se na 375.

### 30. prosinca 2008.
Zračni napadi nastavljeni su na obje strane. Ehud Olmert odbio je prijedlog Francuske da na snagu stupi 48-satno primirje. Izraelsko ratno zrakoplovstvo nastavilo je u utorak napade na područje Gaze pod kontrolom Hamasa, uništivši kompleks vladinih zgrada, stožere sigurnosnih službi i dom jednog od glavnih vojnih zapovjednika dok se istodobno na granici gomilaju izraelsko pješaštvo te tenkovi i topništvo, javlja AP. Tijekom izraelske ofanzive poginulo je više od 360 Palestinaca. UN ipak javlja da su većina poginulih pripadnici Hamasa, ali i da je smrtno stradalo najmanje 64 civila. Militanti, uzdrmani ali ne i slomljeni, nastavili su s raketnim i minobacačkim napadima ubivši tri izraelska civila i jednog vojnika. Prema najnovijim informacijama iz tog područja, Izrael je pristao pustiti u Gazu oko 100 kamiona s humanitarnom pomoći i pet ambulantnih vozila iz Turske. Istodobno, južni dio Izraela proglasio je izvanredno stanje te naredio ostanak 50.000 djece u svojim domovima pošto su škole zatvorene.

### 31. prosinca 2008.
Zračni napadi su nastavljeni po ciljevima u Gazi, iako je bila Stara godina. U više arapskih zemalja otkazane su novogodišnje proslave iz solidarnosti s Palestincima u Gazi.
Na Zapadnoj obali dočeci Nove godine bili su uglavnom privatni, a u Izraelu je civilna zaštita pozvala stanovnike na jugu zemlje da na Silvestrovo ne izlaze iz svojih domova.

### 1. siječnja 2009.
Glasnogovornik izraelske vojske izjavio je da su meta napada tijekom noći bile lansirne rampe i skladišta oružja, ne navodeći druge potankosti. Visoki čelnik Hamasa Nizar Rayan poginuo je u četvrtak u izraelskom napadu, šestog dana izraelske operacije. Rayan, najviši čelnik koji je žrtva ofenzive, poginuo je zajedno sa svoje 4 supruge i desetero od dvanaestero djece te dvoje susjeda u napadu na peterokatnicu u kojoj je živio, u izbjegličkom logoru Jabaliya, na sjeveru Pojasa Gaze. Prvak najradikalnijeg krila islamističkog pokreta poznat je po svojim govorničkim sposobnostima i po žestokim izjavama protiv Izraela, ali i protiv Palestinske samouprave Mahmuda Abbasa. Izraelska vojska je potvrdila napad, rekavši da je u zgradi bilo skladište oružja i telefonska centrala Hamasa. 
Prema hitnoj medicinskoj službi u Pojasu Gaze, 420 Palestinaca je poginulo, a oko 2.000 je ranjeno od 27. prosinca, kada je počela operacija "Tvrdo olovo" kojom Izrael želi zaustaviti palestinsko raketiranje svog teritorija.

### 2. siječnja 2009.
Nastavljeni su zračni napadi na Gazu i raketni napadi na Izrael. Hamas je tako proglasio "Dan gnjeva" prema Izraelu a u napadima prema Aškelonu ispalili su najmanje 7 projektila "Grad". No, ono što je zabrinulo Svijet je i najava kako je Hamas spreman napasti nuklearna postrojenja u Izraelu. Prema nekim podacima čini se kako posjeduju oružje za takav napad te u svojim redovima imaju borce koji su to u stanju napraviti. "Hamas posjeduje desetak modernih raketa i to moćne iranske projektile Fajr-3, čiji je domet oko 50 kilometara. Te rakete mogle bi upotrebljene za napad na Dimonu koja se nalazi svega tridesetak kilometara istočno od Beršive, a u čijoj je blizini smješten nuklearni reaktor", objavili su izraelski mediji, kao i neke strane agencije dodajući kako su rakete došle morem i kroz tunele iz Egipta sve do Pojasa Gaze. Kraj Dimone se navodno osim reaktora nalaze i izraelske nuklearne glave, no njihovo postojanje nikada nije bilo i službeno potvrđeno. Strah od nuklearnih napada jedna od najgorih noćnih mora u Izraelu koji je dosada bio više puta upozoren na nuklearne napade. Skoro svi izraelski mediji pisali su o potencijalnoj nuklearnoj opasnosti, a panika se neumitno širila. Izraelski dužnosnici su govoreći o "obrani" Dimone naglasili kako je obrana tog grada u stanju odbiti i napade sofisticiranijeg oružja nego što je to Fajr-3.

### 3. siječnja 2009.
Izraelci su po prvi put od početka zračnih napada na Gazu upotrijebili teško topništvo duž cijele istočne granice Pojasa s Izraelom. Oko 16.30 sati po lokalnom vremenu Izraelci su teškim topništvom posebno žestoko napali Beit Hanoun i Jabaliyu na sjeveru Pojasa Gaze te Khan Younes na njegovu jugu. France presse javlja kako su na granici između Pojasa Gaze i Izraela viđeni tenkovi te da cijelo područje nadlijeću vojni zrakoplovi. U zračnom napadu ubijen jedan od viših Hamasovih zapovjednika, Abu Zakaria al-Jamal. IDF je također bombardirao Maqadena džamiju u Beit Lahiya gdje se okupilo 200-injak ljudi za večernje molitve. Jedna osoba je također poginula kada je velik dio američke međunarodne škole u tom gradu razoren. Istodobno, Hamas je izbacio 34 rakete na jug Izraela, jedna od kojih je pala na praznu školu u Beershebi.
Američki predsjednik na odlasku, George W. Bush, ponovio je kako je za stanje u Pojasu Gaze isključivo kriv Hamas, "teroristička skupina čiji je jedini cilj uništiti Izrael". Naveo je kako Hamas nimalo ne brine za sudbinu vlastitog naroda - Palestinaca te kako pripadnici tog terorističkog pokreta vode krvavu kampanju protiv Izraela.
Istodobno, navečer su stigle vijesti o početku kopnene invazije IDF-a na Gazu.

### 4. siječnja 2009.
Izraelski vojnici su prodrli u grad Beit Lahiya i Beit Hanoun na sjeveru Pojasa Gaze u ranim jutarnjim satima. Prema izvještajima, 40 lokacija je napadnuto, uključujući skladište oružja i lokacije za lansiranje kasam raketa. Iako je vrhovni sud dopustio ograničen broj novinara u ratnu zonu, Izrael je odbio pustiti bilo kakve strane medije u Pojas Gaze. IDF je objavio da je 30 njegovih vojnika ranjeno usred žestokog okršaja s pristašama Hamasa, ali da su uspjeli ubiti 50 militanata. U 5 sati ujutro, IDF vojnici su stigli u predgrađe al-Samouni te ušli silom u jednu kuću nakon što su bacili granatu u nju. Usred dima, vlasnik kuće, 45-godišnji Ateya al-Samouni, je istupio i približio se vojnicima se uzdignutim rukama, držeći iskaznicu. Vojnici su ga ubili te otvorili vatru na susjednu sobu u kojoj je bilo 20-ak pripadnika njegove obitelji. IDF vojnici su također upali u kuću Iyada al-Samouniija te ga pitali skriva li pripadnike militanata, što je on opovrgnuo. Kada su su mu stavili lisice i izveli van, jedan vojnik na krovu ga je upucao u nogu. Vojnici su naredili njegovoj obitelji da ga ostave i napuste to predgrađe. Palestinsko društvo crvenog polumjeseca je kasnije pronašlo Iyadin leš - iskrvario je na podu te je još imao lisice na sebi. Palestinsko ministarstvo zdravlja objavilo je da je barem 15 ljudi poginulo a 130 ozlijeđeno kada je izraelska granata pala kraj jedne škole u blizini tržnice u Gazi; tenkovska čahura ispaljena je i na sjeveru Gaze gdje je ubila 12 ljudi; jedan projektil je pogodio kuću u četvrti Shuja'iyya ubivši majku i njeno četvero djece a hitna kola iz bolnice Al Awda su granatirana pri čemu je ranjeno 4 medicinska osoblja. Trojica visokih dužnosnika Hamasa je ubijeno: Hussam Hamdan, Muhamed Hilou i Mohamed Shalpokh.
S druge strane, 41 kasam raketa je izbačena iz Gaze na jug Izraela. Dvoje civila je ranjeno u Eškol regiji, dok je jedna žena ranjena u Sderotu.

### 5. siječnja 2009.
U 10. danu sukoba, Gaza je sve dublje potonula u humanitarna krizu zbog blokade, tako da nema dovoljno hrane, lijekova ni struje. Novine The Times su objavile kako je Izrael upotrijebio bijeli fosfor nad civilnim metama tijekom svoje vojne operacije, no Jeruzalem je zanijekao tu tvrdnju. Također su počele borbe izraelskih vojnika i Hamasovih militanata na ulicama grada Gaze - izraelski vojnici napreduju pretražujući kuću po kuću za Hamasovim ljudima. Izraelski ministar obrane Ehud Barak rekao je da "izraelska vojska neće stati s akcijom dok se ne postigne mir za stanovnike s juga države", ali i da je Hamas pretrpio jak udarac. Deseci tisuća ljudi pobjegli su pred izraelskom ofenzivom, više od 500 ljudi je poginulo, od čega veliki broj civila. Poginulo je i pet Izraelaca. Agencije za pomoć kažu da su Gazi prijeko potrebni hrana, lijekovi i vreće za poginule
Jedan od značajnijih incidenata dogodio se u distriktu Zeitoun kada su, prema očevicima, Izraelci skupinu Palestinaca obitelji Samouni uputili da se sklone u sklonište zbog bombardiranja, a onda su istu zgradu gađali 24 sata kasnije, pri čemu je poginulo 40-ak osoba. Izrael je opovrgnuo tu tvrdnju jer tada njegove trupe još nisu niti bile na tom području te naveo da su barem tri pripadnika obitelji Samouni imali veze s palestinskim militantima.
Hamas je objavio da šalje delegaciju u Egipat kako bi se nagodili oko primirja.

### 6. siječnja 2009.
Izraelska vojska najavila je kako će svakog dana na tri sata prekinuti bombardiranje Pojasa Gaze. Službeni vojni izvori izvijestili su kako se želi omogućiti nesmetan pristup humanitarne pomoći preko već prije uspostavljenog koridora na teritoriju pod upravom Hamasa. Prekid vatre trebao bi biti svakog dana od 13 do 16 sati. Prema informacijama s terena, svjedoci javljaju kako su se izraelski tenkovi povukli iz Khan Yunisa, inače najvećeg grada na jugu Pojasa Gaze. Više desetina tenkova napustilo to područje. 44 palestinske izbjeglice ubijene su nakon što je izraelska vojska tenkovima gađala školu Ujedinjenih naroda u Pojasu Gaze, javljaju agencije. Pokolj su izazvale dvije tenkovske granate koje su pale u dvorište škole u gradu Jebaliya, a koja služi kao utočište stotinama Palestinaca koji u njoj već danima traže spas od sukoba između izraelskih snaga i Hamasa. Od krhotina granata je i ranjen veći broj osoba, među kojima su većinom izbjeglice te lokalno stanovništvo, tvrde bolnički izvori. Navode o napadu i broju žrtava su kasnije potvrdili i djelatnici UN-a. John Ging, UN-ov dužnosnik je iz lokalne bolnice je izjavio kako "preklinje političke vođe da sve ovo zaustave" jer su "odgovorni za ove smrti".
Hamas je pak u nekoliko prilika namjerno ugrozio civile kada je lansirao rakete na Izrael iz gusto naseljenih četvrti. Incident u kojem je IDF granatirao ulicu al-Fakhura odigrao se tek nakon što su militanti Hamasa izbacili rakete iz dvorišta obližnje škole. Jedan Palestinac iz četvrti Beit Lahia je naveo kako se nije usudio spriječiti militante od lansiranja raketa s njegovog dvorišta jer su prethodno upucali njegovog oca u nogu nakon što se taj usprotivio vojnim aktivnostima na svojoj zemlji.

### 7. siječnja 2009.
12 Palestinaca poginulo je u novim vojnim akcijama na Gazu. S druge strane, barem 15 raketa je palo na jug Izrael, prouzročivši paniku i šok za lokalno stanovništvo, iako nije bilo žrtava. Izrael je zaustavio napade od 13 do 16 sati kako bi dopustio prolaz humanitarne pomoći u Gazu: 80 kamiona s hranom pušteno je u ratnu zonu a dovedeno je i gorivo za elektranu.

### 8. siječnja 2009.
Međunarodni odbor Crvenog križa (ICRC) u četvrtak je u neuobičajeno oštrom priopćenju za tu neutralnu humanitarnu organizaciju optužio Izrael da krši međunarodne zakone u Gazi. Humanitarni radnici u jednoj su kući u dijelu grada Gaze, što su ga bombardirale izraelske vojne snage, pronašli četiri izgladnjela djeteta kako uplakani sjede pokraj svojih mrtvih majki i drugih tijela, izvijestio je u ICRC. Voditelj ICRC-a za Izrael i palestinska područja Pierre Wettach izjavio je: "Izraelska vojska morala je biti svjesna ozbiljnosti situacije, no nije pomogla ranjenima. Ni nama ni pripadnicima palestinskoga Crvenog polumjeseca nisu omogućili pristup i pomoć ranjenima". ICRC optužuje Izraelce da sprečavaju odlazak vozila hitne pomoći u pogođena područja te je zatražio da se omogući njihov brz i siguran pristup palestinskim ambulantama Crvenog polumjeseca kako bi se evakuiralo što više ozlijeđenih kojima je potrebna hitna medicinska pomoć. Agencija UNRWA, koja osigurava humanitarnu pomoć za 1,5 milijuna Palestinaca u Gazi, u četvrtak je prekinula operacije, nakon što je granata izraelskog tenka pogodila kamion u njezinom konvoju.
Istodobno, zabrinutost o širenju sukoba je izazvao i incident na sjeveru, kada su iz Libanona lansirane dvije rakete koje su pale na sjever Izraela, iako nije bilo žrtava. Nitko nije preuzeo odgovornost za napad, dok je Hezbollah izjavio da će istražiti incident

### 9. siječnja 2009.
Vijeće sigurnosti UN-a prihvatilo je u četvrtak navečer rezoluciju u kojoj poziva na hitan i trajan prekid vatre između Hamasa i izraelskih snaga u Pojasu Gaze, na puno izraelsko povlačenje, nesmetanu dopremu humanitarne pomoći i jačanje međunarodnih napora protiv krijumčarenja oružja u Gazu, no borbe u tom području nastavljene su i u petak ujutro. Rezolucija naglašava da palestinsko i izraelsko civilno stanovništvo treba biti zaštićeno, izražava duboku zabrinutost zbog pogoršanja humanitarne krize u Gazi, te osuđuje svako nasilje i neprijateljstvo usmjereno protiv civila i sva djela terorizma. No, Izrael je u petak nastavio svoju kopnenu ofenzivu u Gazi, ignorirajući rezoluciju. Zrakoplovi su bombardirali predgrađe Gaze, rekli su očevici. Šestero Palestinaca je poginulo u napadu na Beit Lahiyju. U sukobu u Gazi do 9. siječnja 2009. je ubijeno 758 ljudi, a gotovo 50 posto žrtava su žene i djeca. Ranjeno je 3.100 ljudi, od čega 1.080 djece i 452 žena, prema palestinskim izvješćima koja kao vjerodostojna citiraju dužnosnici UN-a.
Istodobno, Belgija je objavila da prihvaća ranjenu djecu evakuiranu iz Pojasa Gaze u bolnice i poziva zemlje Europske unije da se pridruže misiji.

### 10. siječnja 2009.
Po prvi put, broj mrtvih u Gazi prešao je brojku od 800. S druge strane, IDF javlja o novim uspjesima vojne operacije, pošto su militanti Hamasa iscrpljeni, slabog morala i dezertiraju, dok je ubijen Amir Mansi, jedan od glavnih stručnjaka programa za lansiranje Grad raketa, a samo je 9 raketa palo na područje Izraela tijekom cijelog dana. Teške borbe nastavljene su na obje strane. Izraelska ratna mornarica pucala je na Gazu sa Sredozemnog mora.

### 11. siječnja 2009.
Izraelski ratni zrakoplovi tijekom akcija bombardiranja u Pojasu Gaze prelijetali su granicu te enklave i Egipta, rekli su svjedoci u nedjelju 11. siječnja. Svjedoci, koji su se nalazili blizu graničnog prijelaza Rafah, rekli su da su izraelski zrakoplovi u više navrata prelijetali a često na tako niskoj visini da je bilo jasno da lete iznad egipatskog teritorija. Tri svjedoka nisu željeli biti imenovani zbog osjetljivosti pitanja i nisu uključeni u sukob. Izraelski zrakoplovi bombardiraju područja Pojasa Gaze i na samo nekoliko stotina metara od Egipta gađajući tunele za koje Izrael tvrdi da Hamas koristi za krijumčarenje oružja u Gazu. Glasnogovornik izraelske vojske nije imao komentar a dužnosnici egipatskog ministarstva obrane nisu bili dostupni ili također nisu imali komentar te nije jasno je li Izrael na bilo koji način upozorio Egipat na letove. Po mirovnom sporazumu iz 1979. Izrael ima pravo letjeti vojnim zrakoplovima do međunarodne granice dok egipatski vojni zrakoplovi ne mogu letjeti istočno od zone koja otprilike pokriva zapadnu trećinu Sinajskog poluotoka.
Izraelske snage ušle su u najnapučenije dijelove Pojasa Gaze i ubile najmanje 27 Palestinaca jačajući tako ofenzivu unatoč međunarodnim pozivima na primirje. Uz podršku vojnih helikoptera, izraelski vojnici i tenkovi ušli su u istočne i južne dijelove grada Gaze sukobivši se s militantima Hamasa koji su ispaljivali protutenkovske i minobacačke granate.

### 12. siječnja 2009.
Mala trupa IDF vojnika otkrila je i uništila tunel u Gazi koji je navodno trebao biti iskorišten za krijumčarenje bombaša samoubojica u Izrael. Tunel je otkriven nekih 300 metara od granice. Istodobno, četvero vojnika je ranjeno, jedan od njih ozbiljno. Broj mrtvih Palestinaca prešao je brojku od 900.

### 13. siječnja 2009.
SAD je bio primoran 13. siječnja otkazati predviđenu isporuku streljiva američkom vojnom skladištu u Izraelu iz grčke luke i to zbog protivljenja atenske vlade, objavio je Geoff Morrell, glasnogovornik Pentagona. "Grčka vlada nije suglasna s istovarom jednoga dijela roba u svojoj zemlji, pa tražimo druga rješenja kako bi dopremili kompletnu isporuku u pravcu Izraela", objasnio je Morrell na press konferenciji u Washingtonu dodavši kako nije pronađeno nikakvo rješenje. Morrell je naglasio da je pošiljka streljiva odobrena je još prije početka izraelske invazije na Pojas Gaze. Naveo je da mu nije poznato koje su točno grčke primjedbe o neprihvaćanju utovara.

### 14. siječnja 2009.
Broj mrtvih Palestinaca po prvi put je prešao brojku od tisuću.

### 15. siječnja 2009.
Izraelska vojna ofenziva traje 20. dan. Izraelci su tijekom noći nastavili žestoke napade u kojima je poginulo najmanje sedam osoba. Izraelski tenkovi i pješaštvo prodrli su dublje u grad Gazu, približivši se njegovu središtu na 1,5 km. Izraelska je vojska vrlo blizu zgrade Islamskog sveučilišta i sjedišta UN-a u središtu Gaze, izvijestio je novinar agencije dpa. Izraelsko pješaštvo, uz potporu tenkova, koncentrirano je u četvrti Tel el-Hawa, koja se nalazi južno od središta grada. Svjedoci izvještavaju da se vode teške borbe. Stanovnici Tel el-Hawe preplašeni su, skrivaju se u kućama i pozivaju međunarodne humanitarne organizacije da ih evakuiraju. 
Dpa prenosi kako vozila hitne pomoći ne mogu stići do ranjenih zbog snažnih sukoba. Agencija ističe da je riječ o najžešćim sukobima od početka izraelske ofenzive 27. prosinca. U eksploziji koja je odjeknula u poslovnom neboderu u središtu Gaze, u kojem je smješteno i dopisništvo Reutersa te još nekoliko medijskih kuća, ranjen je novinar koji radi za televiziju Abu Dhabi. Novinari Reutersa izvijestili su kako je izraelska raketa ili granata pogodila 13. kat. Svi su Reutersovi dopisnici evakuirani. U tom su neboderu smješteni i uredi televizijskih kuća Fox, Sky, RTL, Al-Arabiya te MBC. CNN je javio da je u sukobima pogođena zgrada u kojoj je sjedište UNRWA, UN-ove agencije za pomoć Palestincima. Ranjene su tri osobe. Said Sejam, Hamasov ministar unutarnjih poslova, poginuo je u izraelskom napadu.

### 16. siječnja 2009.
Palestinski militanti su izbacili 15 raketa na Izrael u petak, ranivši petero Izraelaca, među njima i jednu trudnu ženu u Aškelonu nakon što je jedna raketa direktno pala na njenu kuću. Istog dana trojica Izraelaca je ranjeno kada je Grad raketa pala u grad Kiryat Gat.

### 17. siječnja 2009.
Preko 50 zračnih napada izvršeno je u Gazi tijekom noći, uoči očekivanog glasovanja izraelskog parlamenta o primirju. Snažne eksplozije odzvanjale su južno od grada Gaza. Po drugi put izraelski je tenk pogodio UN-ovu školu gdje se sklonilo stotine izbjeglica u Beit Lahiyji, ubivši dvoje djece. Glasnogovornik za UN, Chris Gunness, zatražio je "hitnu istragu kako bi se utvrdilo je li riječ o ratnom zločinu". Izraelski dužnosnici kasnije su procesuirali taj slučaj.

## Primirje
17. siječnja, u novinarskoj konferenciji, Ehud Olmert je objavio da Izrael proglašava jednostrani prekid vatre. Dodao je da je "Izrael pobijedio" te da su "svi važni ciljevi ostvareni jer je Hamas nakon sukoba jako oslabljen". Primirje se sastoji od dvije faze predložene od Ehuda Baraka: "Prvo se proglašava primirje. Ako Hamas prestane izbacivati rakete, Izrael će povući svoje snage iz Gaze. Ako se raketiranje nastavi, IDF će se vratiti, no ovog puta će međunarodna zajednica biti na našoj strani jer smo pokušali s primirjem".
Iako je Hamas isprva objavio da će se nastaviti boriti, te su u skladu s tim isprva lasnirali nekoliko raketa na Izrael tijekom Olmertovog govora, ubrzo su odlučili također prekinuti sukob. 18. siječnja i Hamas je objavio prekid vatre i proglasio "veliku pobjedu o kojoj će se pričati generacijama". Dao je IDF-u tjedan dana da napusti Gazu, što se i dogodilo.
Ipak, primirje je ostalo labavo. Već 18. siječnja palestinski farmer je ubijen od IDF-a kada se približavao teritoriju tada okupiranom. 20. siječnja militant iz Gaze je pucao na IDF patrolu u dva odvojena incidenta kraj graničnog prijelaza Kissufim. Povremeno izbacivanje raketa na Izrael također nije prekinuto s područja Gaze, ali je bitno smanjeno.

## Žrtve
Prema palestinskom ministarstvu zdravstva i brojkama UN-a, do 19. siječnja u Pojasu Gaze je poginulo preko 1.300 Palestinaca. Od preminulih, barem 670 su civili, od toga 4 pripadnika UN-a, 13 bolničara, 4 novinara, 437 djece mlađe od 16, 110 žena i 123 staraca Palestinski centar za ljudska prava pak stavlja broj poginulih na 1.417: od tog broja, 926 su bili civili (od toga 116 žena te 313 maloljetnika), 236 militanti a 255 pripadnici palestinskih sigurnosnih snaga. Prema BBC-u, 400.000 stanovnika Gaze je ostalo bez pitke vode, 4.000 zgrada je uništeno a 20.000 je teško oštećeno tijekom sukoba. Preko 50.000 Palestinaca je raseljeno.
IDF je pak osporio te brojke te naveo da je broj poginulih manji nego ga predstavlja Hamasova vlada u Gazi. IDF je isprva objavio da je broj poginulih oko 1.200, a prema završnim, revidiranim računicama, taj broj još je manji i iznosi 1.166 žrtava, od čega su 295 identificirani kao civili, 709 kao militanti a dodatnih 162 Palestinaca je ostalo "nepoznato".
Na izraelskoj strani, poginula su tri civila od pada raketa lansiranih iz Gaze. Deset vojnika je uz to poginulo tijekom rata: devet u Gazi a jedan izvan te enklave. 242 vojnika su ranjena. Uz to su ranjena 182 civila.

## Optužbe za povrede međunarodnog zakona
Prema međunarodnom pravu, sukobljene strane u ratu su zadužene razlikovati između ratnika i civila, osigurati da su napadi na legitimne vojne mete razmjerne i garantirati da je vojni uspjeh takvog napada veći od mogućeg ugrožavanja civila. Kršenje tih zakona se smatraju ratnim zločinima.

### Sa strane Izraela
27. prosinca 2008. UNHCR je objavio izvještaj Richarda Falka, profesora međunarodnog prava na sveučilištu Princeton, o „situaciji ljudskih prava na palestinskim teritorijima“. Falk je napisao da treba istražiti neke izraelske zapovjednike zbog mogućeg kršenja međunarodnog zakona. Izvještaj optužuje za tri kršenja zakona: „kolektivno kažnjavanje 1,5 milijuna ljudi u Gazi zbog nedjela nekolicine“; civilne žrtve zbog zračnih napada na „najgušće naseljeno područje na Bliskom istoku“ te neujednačen vojni odgovor pošto je IDF „uništio svaki policijski i sigurnosni ured vlade u Gazi i ubio i ranio stotine civila“
Izraelski odgovor je da je vojna operacija samo pravo na samoobranu, a ne kolektivno kažnjavanje. Justus Weiner i Avi Bell od Jerusalem Center for Public Affairs naglašavaju kako ne može biti riječ o kolektivnom kažnjavanju jer nisu nametnute nikakve kriminalne kazne te da napadanje vojnih meta nije kršenje zakona pošto se one skrivaju među civilnim stanovništvom. Dodano je i da kada IDF odluči napasti kuće u kojima su skladišta oružja, da unaprijed obavijesti ukućane telefonskim pozivom te ih tako obavijesti da se od tamo odmah sklone ili evakuiraju kako bi izbjegli smrt nevinih.
IDF je kritiziro i Crveni križ jer se nije pobrinuo za evakuaciju ranjenih kad je granata pala na UN-ovu školu i ubila 24 palestinskih izbjeglica,
Amnesty International i izvještaj Ujedinjenih naroda optužili su i IDF i Hamas za upotrebu palestinskih civila kao živog štita. Human Rights Watch optužio je Izrael za upotrebu bijelog fosfora tijekom ofenzive. Izrael je zanijekao upotrebu bijelog fosfora tijekom rata.

### Sa strane Hamasa i drugih palestinskih militanata
Izrael se žali što Hamas briše liniju između civila i boraca u ratu, te je tako sam odgovoran za smrt nedužnih u Gazi, pogotovo zbog upotrebu ljudi kao „ljudskog štita“ i „namjernih vojnih operacija usred najgušče naseljenih područja“, što je izravno kršenje zakona. Također su optuženi za lansiranje raketa na jug Izraela, čime ugrožavaju i civilno stanovništvo i krše 
Ženevske konvencije, što je kritizirao u Human Rights Watch Hamas je optužen za „kukavičnu strategiju“ jer se skriva usred najvećih naselja u nadi da IDF jedinice neće napasti njegova skladišta.
Alan M. Dershowitz, profesor škole prava Harvarda, također je optužio Hamas za razne ratne zločine, prvenstveno zbog „ljudskog štita“ koji uključuje cijelu Gazu, te da ispaljuje rakete na civile Izraela.
Istodobno, Hamas je oteo izraelskog vojnika Gilada Shalita. još 2006. te ga uzeo kao taoca, odbijajući dati pravo da ga posjeti Crveni križ, što isto neki smatraju kao ratnim zločinom. IDF također sumnja da se visoki dužnosnici Hamasa skrivaju u bunkeru smještenom točno ispod Shifa, najveće bolnice u gradu Gazi, koji je sagrađen od Izraelaca tijekom okupacije tog područja, znajući da ga Izrael ne bi napao pošto su iznad njih pacijenti.

### Ispovijest izraelskih vojnika
19. ožujka 2009. izbili su novi kontroverzni detalji o sukobu. Danny Zamir, šef predvojničke akademije Oranim Academic College u mjestu Kiryat Tivon u sjevernom Izraelu želio je da njegovi studenti neposredno saznaju nešto o izraelskoj operaciji "Lijevano olovo" izvršenoj u Gazi. Da bi polaznici akademije čuli nešto o najnovijim iskustvima ratovanja Zamir je pozvao neke od vojnika koji su u 22-dnevnoj operaciji sudjelovali, da pričaju o svojim iskustvima. Vojnici su studentima ispričali brojne šokantne stvari. I Zamir je bio šokiran onim što su vojnici tada - bilo je to 13. veljače - ispričali, kako su im zapovjednici izričito naređivali da ubijaju civile. O tome je nekoliko dana kasnije obavijestio izraelsku vojnu komandu, a nešto kasnije s transkriptima svjedočanstva otišao je u vrhovnu komandu izraelske vojske, kako bi se provela istraga. No, komanda nije ništa učinila, tako barem tvrdi izraelska štampa, koja je saznala za ta svjedočanstva, pa su ih dva izraelska dnevna lista Haaretz i Maariv i objavili.
Jedan od vojnika je rekao: "Vojnike ne bi baš pekla savjest ako bi ubili civila. Neki su mislili da su dobro uradili, jer su izvršili naredbu. A i opća atmosfera među vojnicima je bila, barem sam ja tako uočio razgovarajući s vojnicima, da su životi Palestinaca, mnogo manje vrijedni od izraelskih."
Tim povodom javio se i izraelski ministar obrane Ehud Barak, koji je vodio ovu operaciju u Gazi, a koji je bivši izraelski ratni heroj, komandos, a kasnije i šef izraelskog glavnog stožera: 
"Ja tvrdim da je od šefa glavnog stožera do zadnjeg izraelskog vojnika ovo najmoralnija vojska na svijetu, spremna da izvrši svaku naredbu izraelske vlade. Uopće ne sumnjam da će svaki od ovdje opisanih pojedinačnih slučajeva biti i pojedinačno istražen".

## Ratni turisti
Uz granicu s Gazom, tijekom sukoba skupilo se nekolicina znatiželjnih "ratnih turista" koji su došli uživo promatrati događaj. "Želimo vidjeti svojim očima, ne preko televizije" - govorila je Karen Levi, jedna od brojnih turista koji su došli na obližnje brdo nedaleko od Gaze da uživaju u pogledu dok izraelske snage bombardiraju Gazu 11. siječnja. Ove snimke koje su obišle svijet je prenijela danska televizijska stanica TV2. Izraelski turisti uživaju u grickalicama i svježe skuhanoj kavi gledajući kako u Gazi gine na stotine ljudi.
"Oni su izabrali Hamas za vlast, njihova je krivnja za ovo što im se sad događa" - govorila je Izraelka koja uživa u pogledu na bombardiranje Gaze. "Zar ne misliš da će biti gore kada budu bombardirani?" - pitala je sugovornicu novinarka TV2 televizije. "Ne, ja mislim da je to jedino rješenje, msilim kako bi jednostavno trebali počistiti cijeli grad, jednostavno ga dignuti u zrak" - odgovorila je mlada Izraelka gledajući ratnu zonu.

## Međunarodne reakcije
Svijet je osudio novu eskalaciju nasilja na Bliskom istoku. Diljem muslimanskog svijeta 27. prosinca su održani prosvjedi protiv izraelske akcije na Pojas Gaze. U Kairu je nekoliko tisuća Egipćana prosvjedovalo protiv izraelskog napada optuživši za suučesništvo egipatskog predsjednika Hosnija Moubaraka koji je 25. prosinca primio izraelsku ministricu vanjskih poslova Tzipi Livni. Moubarak je u službenom priopćenju naveo da "Egipat osuđuje izraelske vojne napade na Pojas Gaze i ukazuje na odgovornost Izraela za poginule i ranjene". Na državnoj televiziji je ministar vanjskih poslova Ahmed Aboul-Gheit rekao da ne mogu dozvoliti nastavak tih napada. Egipat je uz Jordan jedna od dvije arapske zemlje koja je potpisala mirovni sporazum s Izraelom. 
Nekoliko tisuća prosvjednika okupilo se istog dana u Istanbulu kako bi prosvjedovalo protiv izraelskih zračnih napada u Gazi, javlja AFP. Oko 3.500 ljudi, prema podacima policije ili oko 10.000 prema organizatorima, okupilo se na poziv nekoliko stranaka, sindikata i islamističkih udruženja. Defilirali su glavnom trgovačkom avenijom Istanbula. 
U Ammanu, jordanskoj prijestolnici, u subotu su na poziv raznih nevladinih udruga i oporbenih stranaka održani prosvjedi protiv izraelske akcije u Gazi. Jordanski kralj Abdullah II., priopćio je njegov ured za odnose s javnošću, ulaže napore zajedno s drugim svjetskim čelnicima kako bi se zaustavila izraelska agresija. Agencije javljaju da su zbog izraelske akcije prosvjednici izašli i na ulice Rabata u Maroku, gdje ih se tijekom večeri okupilo više tisuća. Prosvjednici su se okupili na poziv nekoliko udruženja i osudili su "kolektive masakre" u Gazi koje je izveo Izrael, a Sjedinjene Države su nazvali "neprijateljem naroda". 
Nekoliko stotina osoba prosvjedovalo je protiv izraelske akcije u subotu predvečer i u Parizu, javlja AFP. Demonstranti su izvikivali da prosvjeduju i protiv šutnje Europske unije i Francuske na izraelsku akciju. Prema podacima organizatora okupilo se oko tisuću osoba, dok policija tvrdi da ih je bilo manje i da su se mirno razišli nakon dva sata prosvjeda.
Tri osobe su uhićene u 28. prosinca zbog remećenja javnog reda na manifestaciji ispred veleposlanstva Izraela u Londonu, gdje se okupilo oko 700 ljudi, rekao je jedan glasnogovornik Scotland Yarda, prenosi AFP. Tu manifestaciju je hitno organizirala koalicija "Stop the war" u znak prosvjeda protiv izraelske operacije koja je počela u subotu, a nastavljena je i u nedjelju, kad su tijekom poslijepodneva bombardirani i tuneli između Pojasa Gaze i Egipta, kao i sjeverni dio Pojasa Gaze uz Jabaliyu. 
Britanski ministar vanjskih poslova David Miliband je pozvao istog dana na trenutačni prekid svih nasilja u Gazi. "Premijer Gordon Brown i ja zabrinuto pratimo razvoj događaja u Gazi. Raketni napadi na Izrael od 19. prosinca i veliki broj mrtvih trebali bi zabrinuti cijelu međunarodnu zajednicu", rekao je Miliband u priopćenju. Prosvjedovalo se i u Finskoj, Danskoj i Švedskoj.
Prosvjedi solidarnosti održani su i u nekoliko muslimanskih zemalja. Prosvjedi su zabilježeni u Afganistanu, Džakarti, Istanbulu i nekoliko iranskih gradova, posebice u Teheranu. Iranski ministar vanjskih poslova Manušehr Mottaki zatražio je hitan prekid izraelskih napada.
Oko dvije tisuće gnjevnih prosvjednika u jordanskom su glavnom gradu Ammanu krenule prema izraelskom veleposlanstvu skandirajući "Bez židovskog veleposlanstva na arapskom tlu", nakon čega ih je policija rastjerala koristeći suzavac. Nekoliko prosvjednika pretučeno je i uhićeno. U središtu Ammana je oko 5 tisuća Palestinaca i Jordanaca pozvalo na džihad, nakon što se okupili na prosvjedima koje je sazvala radikalna skupina Muslimanske braće. 28. prosinca jordanski zastupnici zapalili su izraelsku zastavu na zasjedanju parlamenta u znak prosvjeda protiv vojne akcije u Pojasu Gaze. Nezavisni zastupnik Halil Atiyeh, nekoliko provladinih i jedan radikalni poslanik zapalili su izraelsku zastavu i potom je izgazili u donjem domu parlamenta tijekom specijalne sjednice, da bi izrazili solidarnost s Palestincima. Nekoliko provladinih poslanika zatražilo je od Jordana da prekine diplomatske veze s Izraelom i protjera izraelskog veleposlanika iz svoje zemlje Venezueski predsjednik Hugo Chavez snažno je osudio vojnu ofenzivu i pozvao da se "predsjednicima Izraela i SAD-a sudi na Međunarodnom sudu". Bolivijski predsjednik Evo Morales 14. siječnja je objavio da njegova zemlja prekida diplomatske odnose s Izraelom zbog te vojne operacije.
No bilo je i prosvjeda u znak potpore Izraelu. U Tel Avivu skupina studenata prosvjedovalo je za nastavak vojne operacije u Gazi. Češka, koja je tada predsjedala Europskom unijom, je priopćila da Izrael ima pravo braniti se: "U ovome trenutku, s obzirom na proteklih nekoliko dana, mi ovaj korak smatramo obrambenom, a ne ofenzivnom akcijom", rekao je glasnogovornik češkoga predsjedatelja EU-om Jiri Potužnik. Njemačka kancelarka Angela Merkel također je dala potporu Izraelu i dodala kako je "teror sa strane Hamasa potpuno neprihvatljiv". Američki predsjednik Bush stao je na stranu Izraela i za sve optužio Hamas. 7. siječnja 2009. novoizabrani američki predsjednik Barack Obama prekinuo je šutnju te rekao svoje viđenje izraelske ofenzive koja već 11. dan traje u Pojasu Gaze. Rekao je kako su veliki gubici civila "izvor njegove duboke zabrinutosti" te pozvao na rješenje izraelsko-palestinskoga sukoba. I Obama će sudjelovati u tome, ali tek nakon što službeno 20. siječnja postane predsjednik Amerike.
Zbog sukoba, odnosi Turske i Izraela su zahladili.

### Goldstoneov izvještaj
Povjerenstvo Ujedinjenih naroda za istraživanje činjenica u Gazi predvođena sucem Richardom Goldstoneom, koju je u travnju 2009. utvrdio UNHCR, objavilo je izvješće u rujnu u kojem tereti i izraelsku vojsku i palestinske militante da su počinili ratne zločine u ratu u Gazi, te predložila da se odgovorni odvedu pred sud. Komisija je preporučila Vijeću sigurnosti da uputi slučaj kršenja međunarodnog prava u ratu u Gazi stalnom Međunarodnom kaznenom sudu (ICC). U listopadu 2009. UN-ovo Vijeće za ljudska prava prihvatilo je izvještaj s 25 glasova za, 6 protiv te 16 odsutnih tijekom glasovanja. I izraelska vlada i Hamas objavili su da je izvještaj "nepravedan".
Ministar za dijasporu i informiranje Yuli Edelstein izjavio je u siječnju 2010. da Izrael neće osnovati povjerenstvo za istragu navodnih ratnih zločina počinjenih tijekom rata u Gazi prošle zime, dodajući da je Goldstoneov izvještaj "antisemitski".

## Vanjske poveznice
|  | Zajednički poslužitelj ima još gradiva o temi 2008-2009 Gaza War |

- BBC: Kronologija sukoba
- CNN - vijesti o sukobu u Gazi,
- Christian Science Monitor,
- The Guardian - izvještaj o ratu u Gazi,
- Haaretz - izvještaj o ratu u Gazi  Arhivirana inačica izvorne stranice od 16. siječnja 2009. (Wayback Machine),
- YouTube - IDF objavljuje snimke ispaljivanja raketa